# 이승열 (방송인)
이승열(1958년 2월 10일 ~ )은 대한민국의 전 기자 겸 앵커이다.

## 학력
- 배재고등학교
- 성균관대학교 사학 학사

## 경력
- 1982~1991 MBC 기자
- 1991 SBS 기자
- 1997 SBS 정치부 차장
- 1998 SBS 보도본부 차장
- 2002 SBS 보도본부 동경지국 지국장
- 2005 SBS 보도제작국 부국장
- 2011 하이트맥주 전무
- 2011~2016 하이트진로 부사장
- 2018~2021 한국국제방송교류재단 사장

## 출연

### 방송

#### 뉴스
- 1994 SBS 8 뉴스 주말 앵커
- 2005~2007 SBS 나이트라인

#### 라디오
- 2009~2011 이승열의 SBS 전망대